# Longhena
Longhena je treći studijski album američkog grindcore sastava Gridlink. Album je 19. veljače 2014. godine objavila diskografska kuća Selfmadegod Records.

## Popis pjesama
Tekstovi: Chang, glazba: Matsubara.
| 1.    | »Constant Autumn«               | 2:01 |
| 2.    | »The Last Raven«                | 1:37 |
| 3.    | »Thirst Watcher« (instrumental) | 2:16 |
| 4.    | »Stay Without Me«               | 0:49 |
| 5.    | »Taibas«                        | 1:19 |
| 6.    | »Retract Perdition«             | 0:41 |
| 7.    | »The Dodonpachi«                | 1:54 |
| 8.    | »Black Prairie«                 | 1:08 |
| 9.    | »Island Sun«                    | 2:28 |
| 10.   | »Chalk Maple«                   | 1:04 |
| 11.   | »Wartime Exception Law 205«     | 0:29 |
| 12.   | »Ketsui«                        | 1:00 |
| 13.   | »Longhena«                      | 1:25 |
| 14.   | »Look to Windward«              | 3:11 |
| 21:22 |                                 |      |

## Zasluge
| Gridlink - Chang – vokali, omot albuma, umjetnički direktor, fotografija - Matsubara – gitara - Patterson – bas-gitara - Fajardo – bubnjevi Dodatni glazbenici - Joey Molinaro – violina - Paul Pavlovich – vokali (na pjesmi 10) | Ostalo osoblje - Nea Dune – model na naslovnici - James Plotkin – mastering (vinilne inačice) - Kevin Antreassian – mastering (digitalne i CD inačice), miksanje, snimanje - Stephen Ciuccoli – fotografija |